# メル・ブルックスの命がけ!イス取り大合戦
『メル・ブルックスの命がけ!イス取り大合戦』（原題: The Twelve Chairs）は、1970年のアメリカ映画、コメディ映画。日本劇場未公開作品。

## 概要
『プロデューサーズ』（1968年）で映画監督デビューしたメル・ブルックス監督の第2作目となる長編映画作品。
1928年にソ連で出版されたイリヤ・イリフとエフゲニー・ペトロフ（Ilf and Petrov）の短編小説『12の椅子（The Twelve Chairs）』を原作としており、ロシア革命により凋落した帝政時代の旧貴族を悲喜こもごもに描いている。
スラップスティック・ギャグを多用しているが、ブルックス監督作品としては珍しいことにシリアスな演出が多く、脚本自体もペーソス溢れるものとなっている。

## ストーリー
舞台はロシア革命直後のソビエト連邦共和国。
国家の社会主義化により財産を没収されることを怖れた旧貴族の母親が、自宅の椅子12脚中の1脚に巨額の宝石を縫い込んで、ソビエトのどこかに隠してしまう。それから数年後、病床に伏した母親は遺言として息子（ロン・ムーディー）にその事実を伝えるが、肝心の隠した場所を告げずに亡くなってしまう。
金に目がくらんだ息子は、偶然出会ったペテン師の青年（フランク・ランジェラ）とともにその椅子を探す旅に出るが、遺言を盗み聞きしていた神父（ドム・デルイーズ）も椅子争奪戦に参加する。

## キャスト
- ロン・ムーディー - 旧貴族の男
- フランク・ランジェラ - ペテン師の青年
- ドム・デルイーズ - 村の神父
- アンドレアス・ヴシナス
- ダイアナ・クープランド
- デヴィッド・ランダー
- メル・ブルックス - 旧貴族に仕えていた男

## スタッフ
- 監督：メル・ブルックス
- 脚本：メル・ブルックス
- 原作：イリヤ・イリフ、エフゲニー・ペトロフ（Ilf and Petrov） - 『12脚の椅子（The Twelve Chairs）』（1928年発表の短編小説）
- 製作総指揮：シドニー・グレイジャー
- 製作：マイケル・ハーツバーグ、ロナルド・H・ギルバート
- 撮影：ドード・ニコリック
- 音楽：ジョン・モリス
- 編集：アラン・ハイム

## プロダクション・ノート
- 今日のハリウッドを代表する名優となったフランク・ランジェラの映画デビュー作である。ランジェラは、この作品でナショナル・ボード・オブ・レビュー賞最優秀助演男優賞を受賞した。
- 脚本・監督のメル・ブルックスは、この作品で全米脚本家組合賞最優秀脚色賞（コメディ部門）にノミネートされた。
- 日本劇場未公開作品だが、東北新社の発売、バップの販売によりVHSで日本語字幕版がリリースされている。
- ブルックス作詞の主題歌『Hope For The Best, Expect The Worst（直訳：最善を望み、最悪を予期しよう）』は、2009年にブルックスがケネディ・センター名誉賞を受賞した際、ランジェラによって授賞式の舞台上で歌唱された。